# Rouské
Rouské (en allemand : Rauske) est une commune du district de Přerov, dans la région d'Olomouc, en République tchèque. Sa population s'élevait à 254 habitants en 2020.

## Géographie
Rouské se trouve à 3 km à l'ouest-nord-ouest de Kelč, à 24 km à l'est de Přerov, à 41 km à l'est-sud-est d'Olomouc et à 250 km à l'est-sud-est de Prague.
La commune est limitée par Horní Těšice au nord, par Kelč à l'est et au sud-est, par Všechovice au sud-ouest et à l'ouest, et par Malhotice à l'ouest.

## Histoire
La première mention écrite de la localité date de 1317.

## Transports
Par la route, Rouské se trouve à 5 km du centre de Kelč, à 30 km du centre de Přerov, à 50 km d'Olomouc et à 309 km de Prague.